# Liste der Gemeinden im Département Hauts-de-Seine

Lage des Départements Hauts-de-Seine

Das französische Département Hauts-de-Seine untergliedert sich in drei Arrondissements mit insgesamt 36 Gemeinden (frz. communes) (Stand 1. Januar 2022).
| Code INSEE | Post- leitzahl | Gemeinde              | Einwohner (Stand 1. Januar 2022) | Fläche in km² | Einwohner je km² | Kanton seit 30. März 2015 Kanton bis 29. März 2015                                                                                   | Arrondissement seit 2017 Arrondissement bis 2016 | Gemeindeverband                                      |
| ---------- | -------------- | --------------------- | -------------------------------- | ------------- | ---------------- | --- | ------------------------------------------------ | ---------------------------------------------------- |
| 92002      | 92160          | Antony                | 64.026                           | 9,56          | 6697             | Antony Bourg-la-Reine | Antony                                           | Métropole du Grand Paris und Vallée Sud-Grand Paris  |
| 92004      | 92600          | Asnières-sur-Seine    | 91.457                           | 4,82          | 18974            | Asnières-sur-Seine Asnières-sur-Seine-Nord Asnières-sur-Seine-Sud                                                                    | Nanterre                                         | Métropole du Grand Paris und Boucle Nord de Seine    |
| 92007      | 92220          | Bagneux               | 43.647                           | 4,19          | 10417            | Bagneux | Antony                                           | Métropole du Grand Paris und Vallée Sud-Grand Paris  |
| 92009      | 92270          | Bois-Colombes         | 29.376                           | 1,92          | 15300            | Colombes-2 Bois-Colombes | Nanterre                                         | Métropole du Grand Paris und Boucle Nord de Seine    |
| 92012      | 92100          | Boulogne-Billancourt  | 120.205                          | 6,17          | 19482            | Boulogne-Billancourt-1 Boulogne-Billancourt-2 Boulogne-Billancourt-Nord-Est Boulogne-Billancourt-Nord-Ouest Boulogne-Billancourt-Sud | Boulogne-Billancourt                             | Métropole du Grand Paris und Grand Paris Seine Ouest |
| 92014      | 92340          | Bourg-la-Reine        | 21.140                           | 1,86          | 11366            | Bagneux Bourg-la-Reine | Antony                                           | Métropole du Grand Paris und Vallée Sud-Grand Paris  |
| 92019      | 92290          | Châtenay-Malabry      | 35.490                           | 6,38          | 5563             | Châtenay-Malabry Sceaux | Antony                                           | Métropole du Grand Paris und Vallée Sud-Grand Paris  |
| 92020      | 92320          | Châtillon             | 36.224                           | 2,92          | 12405            | Châtillon | Antony                                           | Métropole du Grand Paris und Vallée Sud-Grand Paris  |
| 92022      | 92370          | Chaville              | 20.198                           | 3,55          | 5690             | Meudon Chaville | Boulogne-Billancourt                             | Métropole du Grand Paris und Grand Paris Seine Ouest |
| 92023      | 92140          | Clamart               | 56.882                           | 8,77          | 6486             | Clamart Le Plessis-Robinson | Antony                                           | Métropole du Grand Paris und Vallée Sud-Grand Paris  |
| 92024      | 92110          | Clichy                | 65.102                           | 3,08          | 21137            | Clichy Levallois-Perret-Nord | Nanterre                                         | Métropole du Grand Paris und Boucle Nord de Seine    |
| 92025      | 92700          | Colombes              | 90.692                           | 7,81          | 11612            | Colombes-1 Colombes-2 Colombes-Nord-Est Colombes-Nord-Ouest Colombes-Sud                                                             | Nanterre                                         | Métropole du Grand Paris und Boucle Nord de Seine    |
| 92026      | 92400          | Courbevoie            | 81.945                           | 4,17          | 19651            | Courbevoie-1 Courbevoie-2 Courbevoie-Nord Courbevoie-Sud                                                                             | Nanterre                                         | Métropole du Grand Paris und Paris Ouest La Défense  |
| 92032      | 92260          | Fontenay-aux-Roses    | 24.586                           | 2,51          | 9795             | Châtillon Fontenay-aux-Roses | Antony                                           | Métropole du Grand Paris und Vallée Sud-Grand Paris  |
| 92033      | 92380          | Garches               | 17.705                           | 2,69          | 6582             | Saint-Cloud Garches | Nanterre                                         | Métropole du Grand Paris und Paris Ouest La Défense  |
| 92035      | 92250          | La Garenne-Colombes   | 29.828                           | 1,78          | 16757            | Colombes-2 La Garenne-Colombes | Nanterre                                         | Métropole du Grand Paris und Paris Ouest La Défense  |
| 92036      | 92230          | Gennevilliers         | 50.874                           | 11,64         | 4371             | Gennevilliers Gennevilliers-Nord Gennevilliers-Sud                                                                                   | Nanterre                                         | Métropole du Grand Paris und Boucle Nord de Seine    |
| 92040      | 92130          | Issy-les-Moulineaux   | 67.695                           | 4,25          | 15928            | Issy-les-Moulineaux Issy-les-Moulineaux-Est Issy-les-Moulineaux-Ouest                                                                | Boulogne-Billancourt                             | Métropole du Grand Paris und Grand Paris Seine Ouest |
| 92044      | 92300          | Levallois-Perret      | 68.412                           | 2,41          | 28387            | Levallois-Perret Levallois-Perret-Nord Levallois-Perret-Sud                                                                          | Nanterre                                         | Métropole du Grand Paris und Paris Ouest La Défense  |
| 92046      | 92240          | Malakoff              | 30.183                           | 2,07          | 14581            | Montrouge Malakoff | Antony                                           | Métropole du Grand Paris und Vallée Sud-Grand Paris  |
| 92047      | 92430          | Marnes-la-Coquette    | 1758                             | 3,48          | 505              | Saint-Cloud Chaville | Boulogne-Billancourt                             | Métropole du Grand Paris und Grand Paris Seine Ouest |
| 92048      | 92190 92360    | Meudon                | 46.722                           | 9,90          | 4719             | Meudon Issy-les-Moulineaux-Ouest Meudon                                                                                              | Boulogne-Billancourt                             | Métropole du Grand Paris und Grand Paris Seine Ouest |
| 92049      | 92120          | Montrouge             | 46.273                           | 2,07          | 22354            | Montrouge | Antony                                           | Métropole du Grand Paris und Vallée Sud-Grand Paris  |
| 92050      | 92000          | Nanterre              | 98.119                           | 12,19         | 8049             | Nanterre-1 Nanterre-2 Nanterre-Nord Nanterre-Sud-Est Nanterre-Sud-Ouest                                                              | Nanterre                                         | Métropole du Grand Paris und Paris Ouest La Défense  |
| 92051      | 92200          | Neuilly-sur-Seine     | 59.200                           | 3,73          | 15871            | Neuilly-sur-Seine Neuilly-sur-Seine-Nord Neuilly-sur-Seine-Sud                                                                       | Nanterre                                         | Métropole du Grand Paris und Paris Ouest La Défense  |
| 92060      | 92350          | Le Plessis-Robinson   | 28.893                           | 3,43          | 8424             | Châtenay-Malabry Le Plessis-Robinson                                                                                                 | Antony                                           | Métropole du Grand Paris und Vallée Sud-Grand Paris  |
| 92062      | 92800          | Puteaux               | 44.198                           | 3,19          | 13855            | Courbevoie-2 Puteaux | Nanterre                                         | Métropole du Grand Paris und Paris Ouest La Défense  |
| 92063      | 92500          | Rueil-Malmaison       | 80.842                           | 14,70         | 5499             | Rueil-Malmaison Garches Rueil-Malmaison                                                                                              | Nanterre                                         | Métropole du Grand Paris und Paris Ouest La Défense  |
| 92064      | 92210          | Saint-Cloud           | 29.859                           | 7,56          | 3950             | Saint-Cloud | Nanterre Boulogne-Billancourt                    | Métropole du Grand Paris und Paris Ouest La Défense  |
| 92071      | 92330          | Sceaux                | 20.740                           | 3,60          | 5761             | Châtenay-Malabry Sceaux | Antony                                           | Métropole du Grand Paris und Vallée Sud-Grand Paris  |
| 92072      | 92310          | Sèvres                | 22.782                           | 3,91          | 5827             | Boulogne-Billancourt-2 Sèvres | Boulogne-Billancourt                             | Métropole du Grand Paris und Grand Paris Seine Ouest |
| 92073      | 92150          | Suresnes              | 48.932                           | 3,79          | 12911            | Nanterre-2 Suresnes | Nanterre                                         | Métropole du Grand Paris und Paris Ouest La Défense  |
| 92075      | 92170          | Vanves                | 28.507                           | 1,56          | 18274            | Clamart Vanves | Boulogne-Billancourt Antony                      | Métropole du Grand Paris und Grand Paris Seine Ouest |
| 92076      | 92420          | Vaucresson            | 8506                             | 3,08          | 2762             | Saint-Cloud Chaville | Nanterre Boulogne-Billancourt                    | Métropole du Grand Paris und Paris Ouest La Défense  |
| 92077      | 92410          | Ville-d’Avray         | 10.871                           | 3,67          | 2962             | Saint-Cloud Chaville | Boulogne-Billancourt                             | Métropole du Grand Paris und Grand Paris Seine Ouest |
| 92078      | 92390          | Villeneuve-la-Garenne | 25.566                           | 3,20          | 7989             | Gennevilliers Villeneuve-la-Garenne                                                                                                  | Nanterre                                         | Métropole du Grand Paris und Boucle Nord de Seine    |